# Kompensator cieplny
Kompensator cieplny – urządzenie techniczne które wskutek rozszerzalności cieplnej przewodów rurowych może swobodnie wydłużać lub rozszerzać rurociąg lub przewody cieplne.
Ze względu na zasadę działania wyróżniamy:
- kompensatory naturalne,
- kompensatory wydłużeń.

Kompensatory cieplne stosujemy w celu:
- przejmowania rozszerzalności termicznej rurociągu,
- redukcji naprężeń rurociągu,
- eliminacji drgań i hałasu,
- ułatwienia montażu rurociągu i armatury.

Wydłużenie cieplne rurociągu obliczamy wg wzoru: ΔL = α * L * ΔT,
gdzie:
α – współczynnik rozszerzalności cieplnej materiału,
L – długość rurociągu, 
ΔT – różnica temperatur.